# France aux Jeux paralympiques d'hiver de 2010
Cet article présente des informations sur la participation et les résultats de la France aux Jeux paralympiques d'hiver de 2010.

## Participation
La France était représentée par 21 athlètes aux Jeux paralympiques d'hiver de 2010 à Vancouver (Canada).

## Médailles

### Or
| Sport     | Discipline                   | Sportifs        |
| Ski alpin | Super-G - personnes aveugles | Nicolas Bérejny |

### Argent
| Sport     | Discipline             | Sportifs                |
| Ski alpin | Descente - debout      | Solène Jambaqué         |
| Ski alpin | Super-G - debout       | Vincent Gauthier-Manuel |
| Ski alpin | Super combiné - debout | Solène Jambaqué         |
| Ski alpin | Super combiné - debout | Vincent Gauthier-Manuel |

### Bronze
| Sport     | Discipline            | Sportifs                |
| Ski alpin | Slalom géant - debout | Vincent Gauthier-Manuel |

## Engagés par sport

### Biathlon
Hommes
- Georges Bettega
- Yannick Bourseaux
- Thomas Clarion
- Thierry Raoux
- Romain Rosique

Femmes
- Nathalie Morin

### Ski alpin
Hommes
- Cédric Amafroi-Broisat
- Nicolas Bérejny
- Lionel Brun
- Laurent Caul-Futy
- Anthony Chalençon
- Vincent Gauthier-Manuel
- Nicolas Loussalez-Artets
- Cyril Moré
- Romain Riboud
- Yohann Taberlet
- Jean-Yves Le Meur

Femmes
- Marie Bochet
- Solène Jambaqué
- Nathalie Tyack

### Ski de fond
Hommes
- Georges Bettega
- Yannick Bourseaux
- Thomas Clarion
- Alain Marguerettaz
- Thierry Raoux
- Romain Rosique

Femmes
- Nathalie Morin